# Robbie Green
Robbie Green (Liverpool, 19 juli 1974) is een Engelse darter. Zijn bijnaam is Kong.

## Carrière
Robbie maakte zijn televisiedebuut in 2004 op de UK Open; hij bereikte de laatste 64 van het toernooi. Datzelfde jaar kwalificeerde hij zich voor de World Matchplay in Blackpool. Hij verloor in de eerste ronde van Bob Anderson. In 2006 bereikte hij de kwartfinale van de UK Open, tot aan de kwartfinale versloeg hij Jamie Harvey, Chris Mason, Mark Walsh en Terry Jenkins. Hij werd verslagen door John MaGowan. Op 7 maart 2012 Robbie gooide een gemiddelde van 128,82 met 3 darts. Dit is een van de hoogste gemiddeldes ooit. Robbie speelt in het Merseyside County Team.

## Positieve drugstest
Na het toernooi begonnen de problemen. Uit een drugstest werd Green positief getest op een verboden stof. Hem werd een boete opgelegd van £3.000 en moest zijn gewonnen prijzengeld van 4.000 pond uit de UK Open inleveren. Ook werd hij geschorst door de Darts Regulation Authority. Hij verloor ook zijn sponsoring. Hij is erin geslaagd om nog steeds mee te spelen in toernooien. Hij kwalificeerde zich voor de International Darts League en had ook nog een UK Open campagne, maar door een tekort aan sponsorgeld was hij gedwongen om minder toernooien te spelen.

## Van de PDC veranderd naar de BDO
Op 22 januari 2008 was Green een van de weinige darters die veranderde van de PDC naar de rivaal BDO. Zijn eerste toernooi voor de BDO was de Scottish Open op 17 februari waar hij de tweede ronde bereikte. Green keerde terug bij zijn Merseyside-team. Dankzij zijn goede vorm van de laatste tijd bereikte bij de halve finale op de BDO International Open. Hij versloeg grote namen als Martin Adams, Gary Anderson, Martin Atkins en Ted Hankey. Green is een internationale speler geworden, hij mag uitkomen voor Engeland. In 2009 bereikte hij de finale van de Winmau World Masters. In de finale verloor hij van titelhouder Martin Adams.
Hij kwalificeerde zich voor de Lakeside van 2010. Hij verloor van Tony O'Shea. Het volgende seizoen vervolgde Green zijn goede vorm. Hij bereikte de finale van de Zuiderduin Masters. Hij mocht in 2011 opnieuw meedoen aan de Lakeside. Hij werd verslagen in de tweede ronde. Zijn eerste toernooi won hij in 2011, de Scottish Open. Dit succes zorgde ervoor dat hij nummer 1 van de wereld werd voor een korte periode. Op de Lakeside van 2012 werd hij opnieuw in de tweede ronde verslagen ditmaal door Wesley Harms. In 2013 slaagde hij erin om in de eerste ronde titelhouder Christian Kist uit te schakelen.
Na de wereldkampioenschappen van 2015 kondigde Green aan dat hij de BDO verliet en weer naar de PDC ging.

## Resultaten op Wereldkampioenschappen

### BDO
- 2010: Laatste 32 (verloren van Tony O'Shea met 2-3)
- 2011: Laatste 16 (verloren van Dean Winstanley met 1-4)
- 2012: Laatste 16 (verloren van Wesley Harms met 1-4)
- 2013: Kwartfinale (verloren van Tony O'Shea met 3-5)
- 2014: Halve finale (verloren van Stephen Bunting met 1-6)
- 2015: Kwartfinale (verloren van Jeff Smith met 1-5)

### PDC
- 2017: Laatste 64 (verloren van Raymond van Barneveld met 0-3)

## Resultaten op de World Matchplay
- 2004: Laatste 32 (verloren van Bob Anderson met 7-10)
- 2016: Laatste 32 (verloren van Phil Taylor met 8-10)